# A pláza ásza Vegasban
A pláza ásza Vegasban (eredeti cím: Paul Blart: Mall Cop 2) 2015-ben bemutatott amerikai akcióvígjáték, amelyet Nick Bakay és Kevin James forgatókönyvéből Andy Fickman rendezett. A producerek közt található Adam Sandler is. A film a 2009-es A pláza ásza folytatása. A főbb szerepekben Kevin James, Raini Rodriguez, Neal McDonough, David Henrie és Daniella Alonso látható.
Az Amerikai Egyesült Államokban 2015. április 17-én mutatták be a Columbia Pictures forgalmazásában, Magyarországon 2015. április 16-án került a mozikba.
Ez volt az első olyan film, amely megkapta a 2013-ban bevezetett nevadai filmadó-hitelt. A film 4,3 millió dolláros kedvezményt kapott, miután 40,5 millió dollárt költött az államokban. A film világszerte 108 millió dollárt hozott a jegypénztáraknál, de általánosságban negatív kritikákat kapott az értékelőktől, a Rotten Tomatoes-on 5%-os minősítést ért el 62 értékelés alapján.

## Cselekmény
A nyitójelenetben Paul Blart látható, aki a West Orange Pavilion biztonsági őreként átélt eseményei óta eltelt 6 évéről mesél. Felesége, Amy hat nappal a házasságuk után elvált tőle, két évvel később pedig édesanyját, Margaretet elütötte egy tejeskocsi, és azonnal meghalt. Hogy jobban érezze magát, Paul büszkén járőrözik a bevásárlóközpontban. Meghívást kap a Las Vegas-i biztonsági tisztek kongresszusára, és kezdi azt hinni, hogy a szerencséje hamarosan megváltozik. Lánya, Maya megtudja, hogy felvették a kaliforniai UCLA-ra, és azt tervezi, hogy az ország másik végébe, Los Angelesbe költözik, de apja meghívásának fényében úgy dönt, hogy egyelőre elhallgatja az információt.
Las Vegasba érkezve Paul és lánya találkozik a Wynn Las Vegas vezérigazgatójával, egy csinos fiatal nővel, Divina Martinezzel, aki Paul-hoz azonnal vonzódni kezd. Később megtudja, hogy a nő a szálloda biztonsági főnökével, Eduardo Furtillóval jár. Közben Maya beleszeret a szálloda inasába, Lane-be. A kongresszuson részt vevő Mall of America bevásárlóközpont biztonsági őre, Donna Ericone tisztában van Paul korábbi hőstetteivel, a West Orange Pavilion bevásárlóközpontban történt incidensről, és úgy véli, hogy Paul lesz a rendezvény lehetséges főszónoka. Paul azonban megtudja, hogy egy másik biztonsági őr, Nick Panero tartja a beszédet.
A kongresszus kellős közepén egy Vincent Sofel nevű bűnöző és a bűntársaiból álló banda a szálloda alkalmazottainak álcázva azt tervezi, hogy felbecsülhetetlen értékű műkincseket lopnak el a szállodából, és másolatokkal helyettesítik őket, majd az eredetieket árverésen adják el.
Eközben Paul túlságosan védelmezővé válik Mayával szemben, miután felfedezi, hogy flörtöl Lane-nel, és kémkedik a beszélgetéseik után. Később Eduardo kigúnyolja őt a szakmaiságának hiánya miatt egy olyan eseményen, ahol a szálloda biztonsági szolgálatát értesítették, amikor Maya eltűnt. Az ezt követő vitában Maya dühös az apjára, mivel kiderül, hogy felvették az UCLA-ra, Paul pedig azt szeretné, ha az otthonukhoz közel maradna egy főiskolában.
A kongresszuson Paul, Donna és három másik biztonsági őr, Saul Gundermutt, Khan Mubi és Gino Chizetti megnézik a kiállított nem halálos biztonsági felszereléseket. Később Paul rátalál Paneróra, aki részegen nyomul egy nőre a bárban. Paul megpróbálja kezelni a helyzetet, Panero viszont elájul, így Paulnak lehetősége nyílik arra, hogy a rendezvény szónoka legyen. Felkeresi Mayát, hogy megkérje, vegyen részt, de megtudja, hogy a lány egy partin van Lane-nel. Miközben Paul a beszédére készül, Vincent és társai megkezdik a tervüket.
Maya szórakozottan belesétál a rablás kellős közepébe, és túszul ejtik. Lane-t is elrabolják, miközben őt keresik. Paul lelkesítő beszédet tart, ami mindenkit meghat a kongresszuson, még Divinát is, aki megmagyarázhatatlan módon minden egyes pillanattal egyre jobban kezd vonzódni Paulhoz. A beszédet követően Paul értesül Maya és Lane helyzetéről, és segítségükre siet, de hirtelen összeesik az évek óta meglévő hipoglikémiája miatt.
Amikor magához tér, Paul képes leszámolni Vincent több emberével, és információkat gyűjt a csoport szándékairól. A gyűlésen kapott nem halálos felszereléssel Vincent bandájának több tagját kiiktatja.
Eközben Maya és Lane megtudja, hogy Vincentnek súlyos zabpehely-allergiája van, ami miatt visszautasít egy zabpehelysütit, aminek következtében az említett sütit kidobják az ablakon. Egy csapattal - Donna, Saul, Khan és Gino - együttműködve Paulnak sikerül ügyetlenül megakadályoznia Vincent akcióját, Maya ártalmatlanná teszi Vincentet azzal, hogy zabpehellyel átitatott kollektorral keni be az arcát, Paul pedig egy rendkívül erőteljes fejbeveréssel végez Vincenttel.
Ezt követően Paul meggyőzi Divinát, hogy Eduardóval legyen. Azt is elfogadja, hogy Maya az UCLA-ra járjon, és a tandíját abból a jutalomból finanszírozza, amit Steve Wynntől kapott, amiért megállította Vincentet. Miután kitette Mayát az UCLA-n, Paul belezúg egy lovas rendőrbe, aki viszonozza a közeledését, de a lova reflexszerűen elrúgja őt az autójáig.

## Szereplők
| Szerep                       | Színész              | Magyar hang        |
| ---------------------------- | -------------------- | ------------------ |
| Paul Blart, biztonsági őr    | Kevin James          | Holl Nándor        |
| Vincent Sofel                | Neal McDonough       | Viczián Ottó       |
| Lane                         | David Henrie         | Kovács Lehel       |
| Divina Martinez              | Daniella Alonso      | Gubás Gabi         |
| Maya Blart, Paul Blart lánya | Raini Rodriguez      | Györfi Anna        |
| Donna Ericone                | Loni Love            | Balogh Anna        |
| Robinson                     | D. B. Woodside       | Bognár Tamás       |
| Eduardo Furtillo             | Eduardo Verástegui   | Nagy Ervin         |
| Nick Manero                  | Nicholas Turturro    | Csőre Gábor        |
| Saul Gundermutt              | Gary Valentine       | Bezerédi Zoltán    |
| Ramos                        | Geovanni Gopradi     | Szatory Dávid      |
| Lorenzo                      | Lorenzo James Henrie | Borbíró András     |
| Nadia                        | Chelsea Vincent      | Kis-Kovács Luca    |
| Gino Chizetti                | Vic Dibitetto        | Mertz Tibor        |
| Mrs. Gundermutt              | Ana Gasteyer         | Vándor Éva         |
| Khan Mubi                    | Shelly Desai         | Csák György        |
| Henk                         | Bas Rutten           | Szabó Győző        |
| Margaret Blart               | Shirley Knight       | Halász Aranka      |
| Kira                         | Steffiana De La Cruz | Andrusko Marcella  |
| Muhrtelle                    | Bob Clendenin        | Nagypál Gábor      |
| Mini Gene Simmons            | Zachary Morris       | Bodrogi Attila     |
| Mini Peter Criss             | Joe Childs           | Bor László         |
| Mini Paul Stanley            | Brian Thoe           | Géczi Zoltán       |
| Heath, recepciós             | Nico Santos          | Joó Gábor          |
| Vonzó hölgy                  | Jackie Sandler       | Törőcsik Franciska |
| Krupié                       | John Joseph          | Faragó József      |
| Jared                        | Jared Sandler        | Molnár Levente     |
| Segway alkalmazott           | Chris Monty          | Király Adrián      |
| Idős takarítónő              | Barbara Perry        | Bókai Mária        |
| Scott                        | Conrad Goode         | Bácskai János      |
| Mindy                        | Lauren Ash           | Dóka Andrea        |